# منطقه گردشگری کپز
منطقه گردشگری کپز در استان اردبیل - شهرستان مشگین‌شهر (در مسیر شهرستان اردبیل به مشگین شهر ) قرار دارد. وجود آب و هوای معتدل بهاری و پاییزی توام با مه رقیق بر زیبایی‌های این منطقه در فصل بهار می‌افزاید. این منطقه تحت نظارت سازمان میراث فرهنگی و گردشگری استان اردبیل قرار دارد. فاصله این منطقه از اردبیل ۷۵ کیلومتر و از مشگین شهر ۲۰ کیلومتر می‌باشد.
از ویژگی‌های بارز این منطقه می‌توان به وجود صخره‌های عظیم، سر به فلک کشیده و یکنواخت آن اشاره کرد که انسان در به وجود آوردن آن هیچ نقشی نداشته‌است. طبیعت اطراف دره کپز دارای پوشش گیاهی خاص و انواع درختان میوه از قبیل تمشک و زالزالک می‌باشد. همچنین این منطقه زیستگاهی برای انواع وحوش از قیل خرس قهوه‌ای، گرگ، روباه و انواع پرندگان می‌باشد.

## نگارخانه

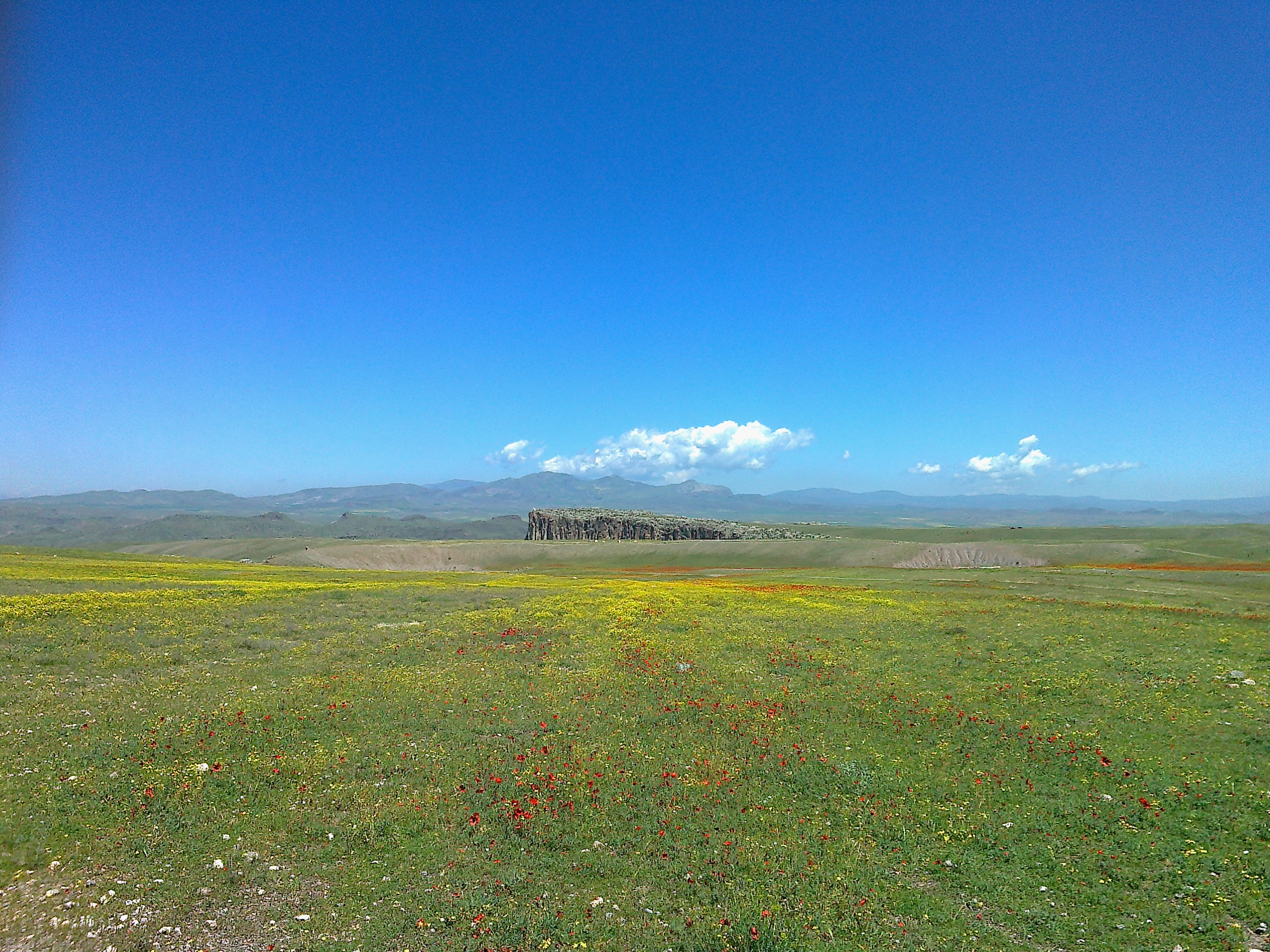
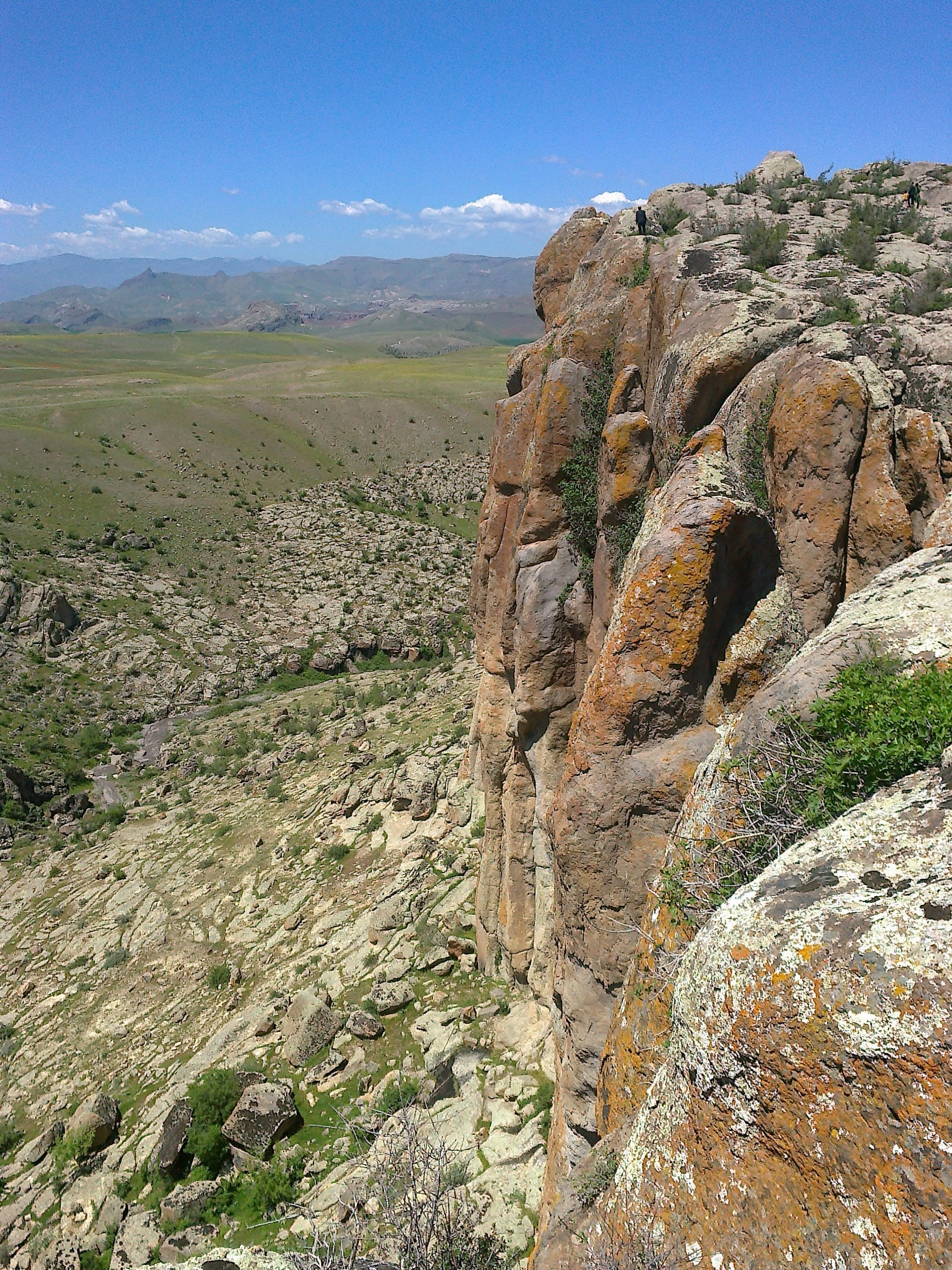
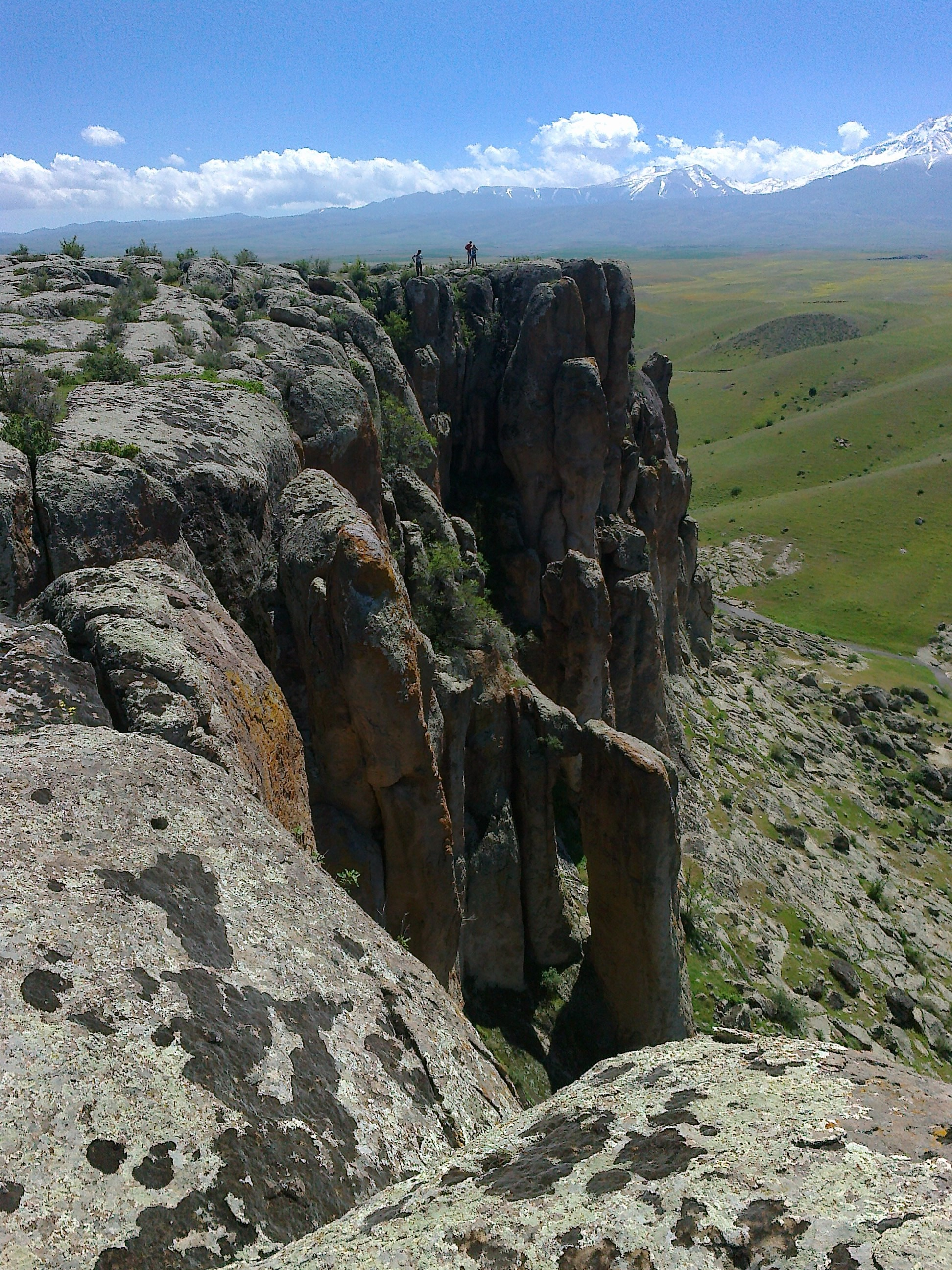
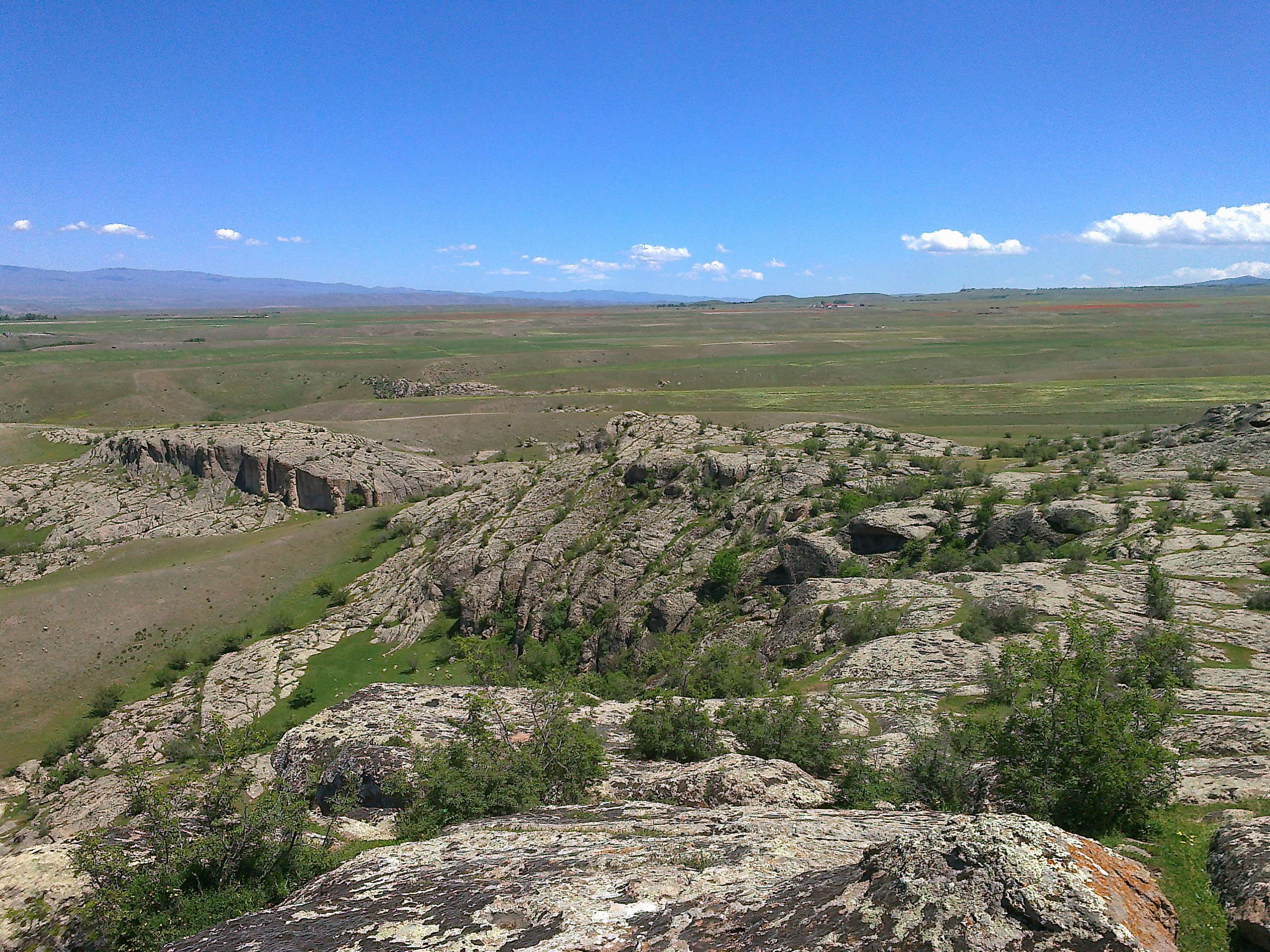
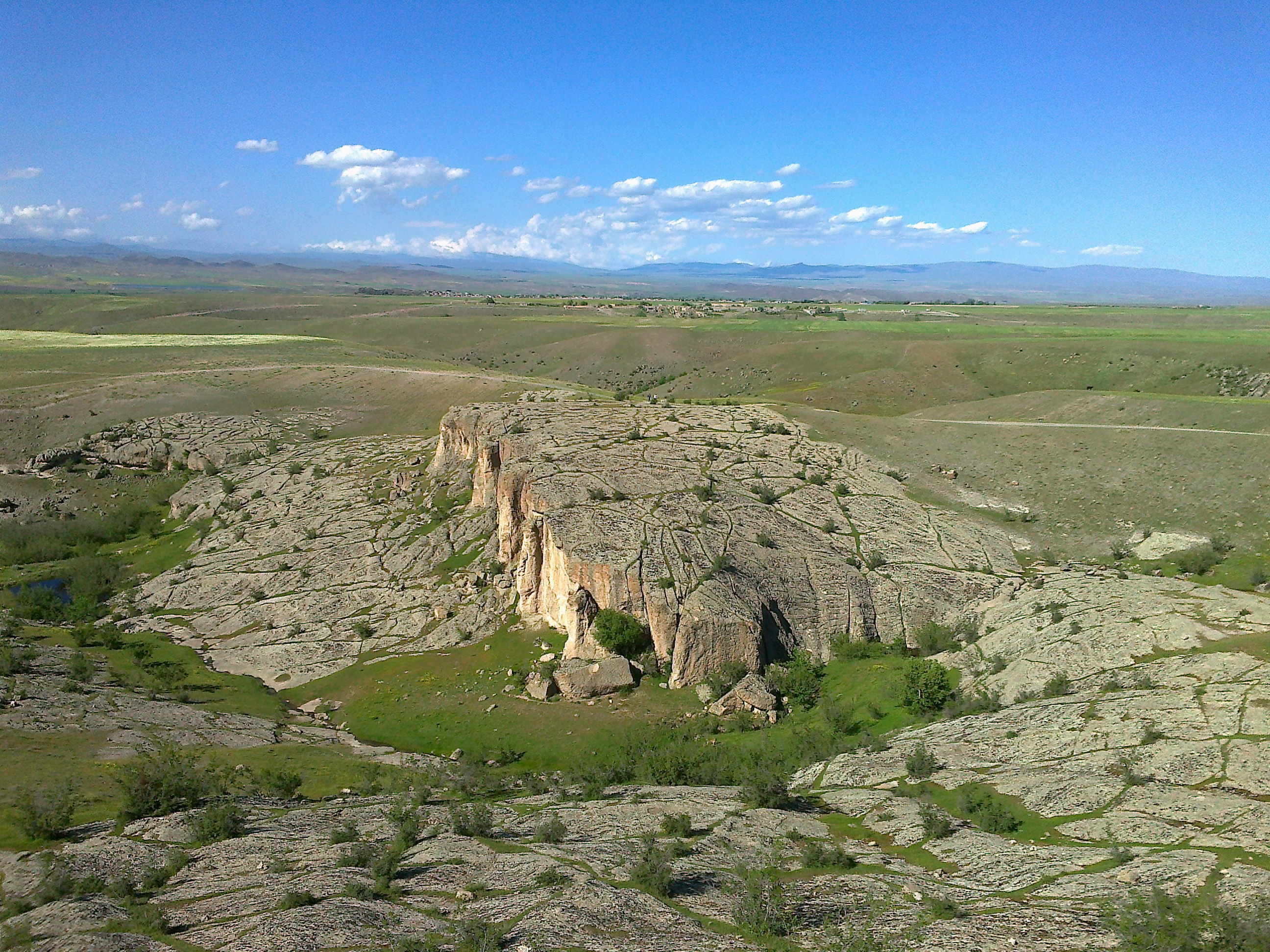
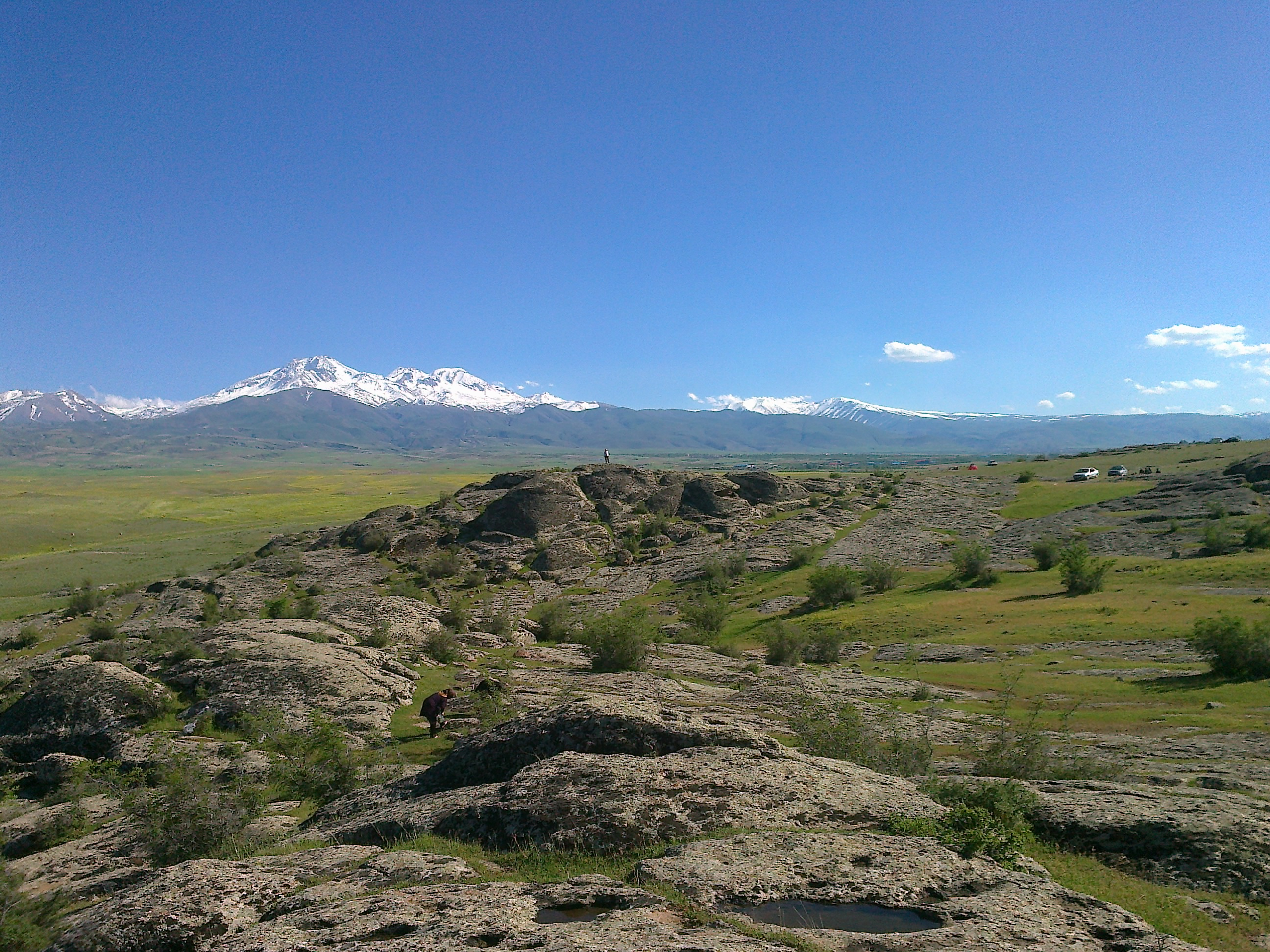
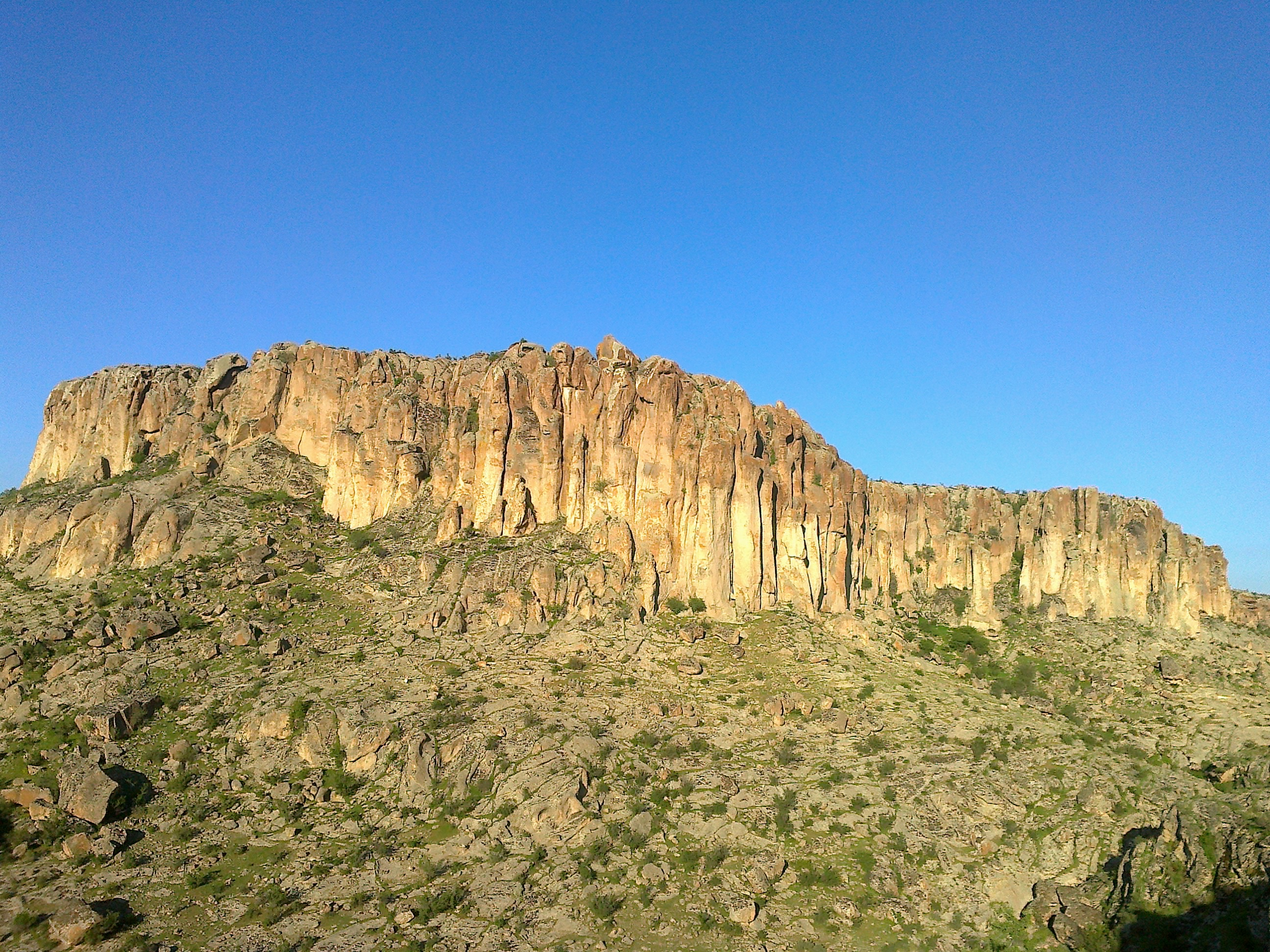
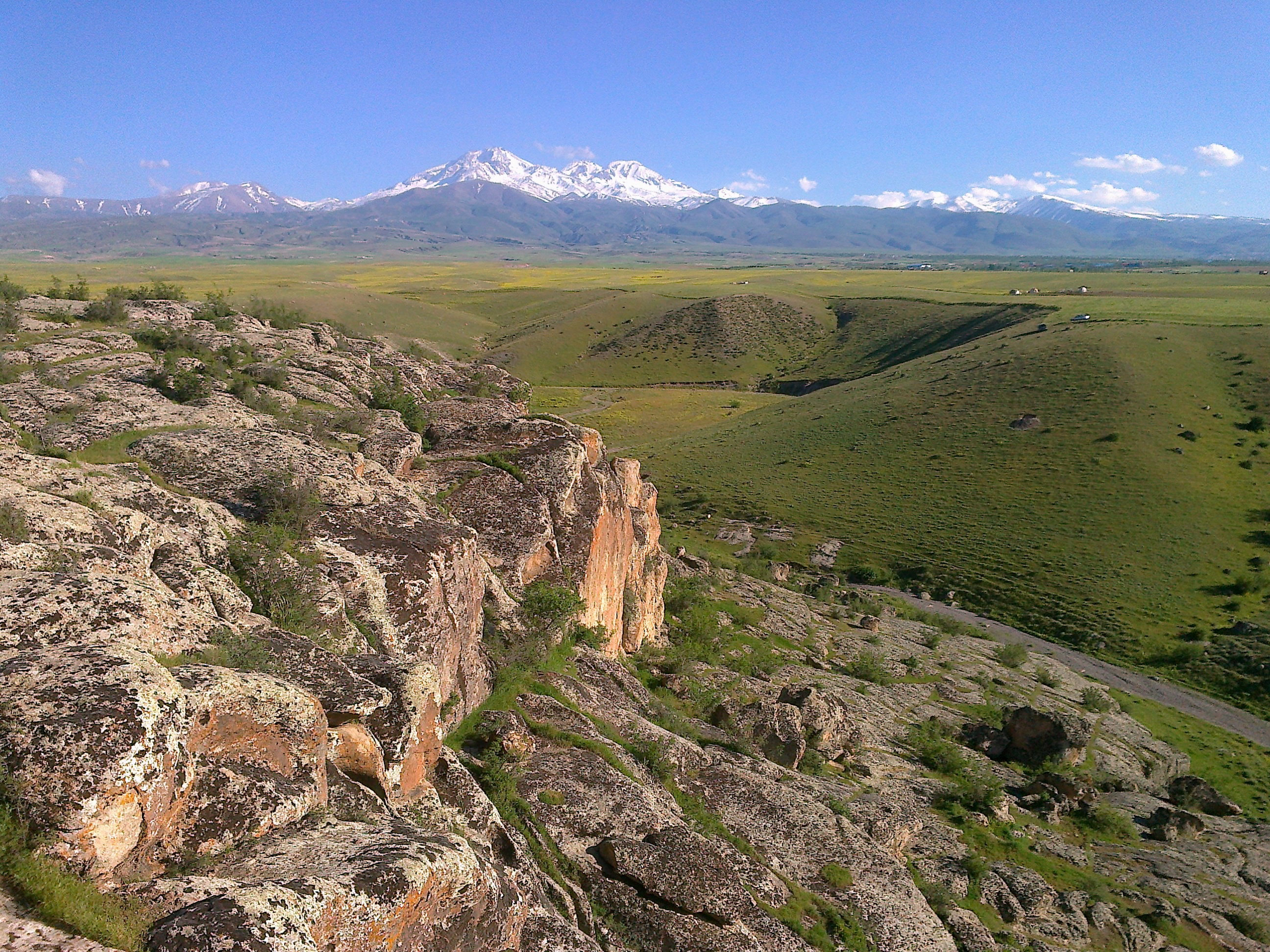